# Юрандот, Ежи
Ежи Юрандот (пол. Jerzy Jurandot; 19 марта 1911, Варшава, — 16 августа 1979, Варшава) — польский драматург и поэт, театральный деятель.

## Биография
Ежи Юрандот родился в Варшаве, входившей в то время в состав Российской империи. Окончил химико-математический факультет Варшавского университета.
С 1929 года Юрандот сотрудничал с польскими сатирическими журналами и писал для эстрадных театров. Выжив в годы оккупации, в 1945 году он организовал один из первых в послевоенной Польше эстрадных театров — «Сирена». Театр, созданный в Лодзи, в 1948 году переехал в Варшаву, Юрандот с небольшими перерывами руководил им до 1959 года, ставил на сцене театра злободневные миниатюры, которые писал в основном сам. В 50-х годах приобрёл известность как автор популярных комедий, в том числе удостоенной в 1955 году Государственной премии ПНР комедии «Такие времена».

## Творчество
Помимо скетчей и обозрений для «Сирены», комедий, шедших во многих театрах в Польше и за её пределами, Ежи Юрандот является автором либретто оперетты «Мисс Полония» (1960), а также многочисленных песен. В некоторых его сочинения, в частности в комедии «Девятый праведник», чувствуется влияние Бертольта Брехта. Юрандот является также автором сценариев нескольких фильмов.

### Сочинения

#### Пьесы
- «Такие времена» (пол. Takie czasy, 1954; Государственная пемия ПНР — 1955),
- «Третий звонок» (пол. Trzeci dzwonek, 1958)
- «Муж Фолтысювны» (пол. Mąż Fołtasiówny, 1960)
- «Девятый праведник» (пол. Operacja Sodoma, czyli dziewiąty sprawiedliwy, 1962)

#### Киносценарии
- 1960 — Муж своей жены
- 1961 — Завтра премьера
- 1968 — Приключение с песенкой